# Victorin de Joncières
Pour les articles homonymes, voir Joncières.
Félix-Ludger Rossignol de Joncières dit Victorin [de] Joncières, né le 12 avril 1839 à Paris où il est mort le 26 octobre 1903, est un compositeur et critique musical français.

## Biographie
Fils de l’avocat et journaliste Auguste-Félix de Joncières et de Françoise Victorine Cazeaux (1817-1839), Joncières a commencé par étudier la peinture mais, s’étant amusé à composer une opérette comique adapté par un ami à partir du Sicilien ou l’Amour peintre de Molière, pour une représentation devant les élèves du Conservatoire de la Salle Lyrique en 1859, un critique lui a conseillé d’abandonner la peinture pour la musique. Il a alors commencé alors à étudier l’harmonie avec Antoine Elwart. Entré dans la classe de contrepoint d’Aimé Leborne au Conservatoire de Paris, il la quitte brutalement à cause d’un désaccord avec son maitre au sujet de Richard Wagner, qui venait de donner son premier concert à Paris. À partir de cette époque, il étudiera indépendamment du Conservatoire.
Aux Concerts Musard, il a produit une ouverture, une marche et diverses compositions orchestrales ; il a également écrit la musique de Hamlet, produit par Dumas et Paul Meurice. Une exécution de cette œuvre fut donnée en concert à ses frais en mai 1863, et une représentation fut donnée à Nantes le 21 septembre 1867, sous sa direction, avec Mme. Judith, de la Comédie Française, dans le rôle principal. La pièce a été montée à la Gaîté plus tard dans l’année suivante, mais pour la représentation de Hamlet au Français, sa musique a été rejetée par Perrin.
En 8 février 1867, il fait ses véritables débuts à la scène en donnant au Théâtre-Lyrique un grand opéra en trois actes, Sardanapale, qui ne connait qu’un succès partiel. Malgré cet échec relatif, Léon Carvalho est persuadé de produire un second grand opéra, le Dernier Jour de Pompéi, 21 septembre 1869, qui est durement accueilli par le public. Peu de temps après, un concerto pour violon est joué par son ami Jules Danbé aux Concerts du Conservatoire le 12 décembre 1869.
Le Théâtre-Lyrique ayant pris fin après la guerre, sa carrière dramatique a subi une long hiatus, car il n’a pas écrit pour l’Opéra Comique et n’a pu être admis au Grand Opéra. Il a écrit une Symphonie Romantique, jouée au Concert National, le 9 mars 1873, et diverses autres pièces ont été produites lors des concerts dirigés par Danbé au Grand Hôtel.
De 1871 à 1900, il a été chroniqueur musical à la Liberté sous le pseudonyme de « Jennius », et il a soutenu, dans ses articles, César Franck et son ami de jeunesse Emmanuel Chabrier. Comme critique, ses opinions manquant, comme sa musique, d’équilibre et d’unité, ont considérablement nui à sa réputation musicale.
Enfin, le 5 mai 1876, il a réussi à produire son grand opéra Dimitri, pour l’ouverture du nouveau Théâtre Lyrique à la Gaîté, sous la direction d’Albert Vizentini, et l’œuvre, même si elle n’a pas attiré le public, montre que le compositeur possédait un fort instinct dramatique, une inspiration d’une certaine puissance, quoique de peu d’originalité, et un style d’orchestration efficace. Cet opéra représentait une avancée si remarquable par rapport à ses productions précédentes qu’il a formé des espoirs qui ne se sont pas réalisés avec sa Reine Berthe (27 décembre 1878), donnée quatre fois à l’Opéra, ni par son Chevalier Jean (Opéra Comique, 11 mars 1885), qui réussit en Allemagne alors qu’il avait échoué à Paris.
Outre ces œuvres dramatiques, Joncières a écrit de nombreuses compositions pour la salle de concert : Sérénade hongroise, La Mer, une ode symphonique pour mezzo soprano, chœur et orchestre, Les Nubiennes, suite orchestrale, une marche slave, un Chœur chinois, etc.
Ses œuvres, dont Dimitri est de loin la meilleure, ont le mérite d’être soigneusement orchestrées, et son écriture vocale est marquée par un juste sens des lois de la prosodie. Très susceptible et impulsif, il accepte mal les déceptions : symphoniste peu apprécié, dramaturge discuté et candidat refusé à l’Institut.
Marié à Louise Jenny Berliner, il a eu deux fils, le peintre Léonce de Joncières et l’homme de presse André de Joncières.
Il est enterré au cimetière de Montmartre à Paris. Chevalier de la Légion d’honneur, depuis le 8 février 1877, il avait été élevé au grade d’officier, le 5 février 1897.

## Œuvres
Opéras
- Sardanapale sur un livret inspiré de la tragédie de Byron par Henry Becque (Théâtre Lyrique, 8 février 1867)
- Les Derniers Jours de Pompéi inspiré du roman d’Edward Bulwer-Lytton (Théâtre Lyrique, 21 septembre 1869)
- Dimitri d’après Friedrich von Schiller, son plus grand succès et apprécié par Emmanuel Chabrier (Théâtre Lyrique ex de la Gaîté, 5 mai 1876)
- La Reine Berthe (Opéra de Paris, 27 décembre 1878)
- Le Chevalier Jean (Opéra-Comique, 11 mars 1885 ; succès en Allemagne sous le titre de Johann von Lothringen)
- Lancelot du Lac (Opéra de Paris, 7 février 1900), livret de Louis Gallet (1835-1898) et Édouard Blau (1836-1906)

Musique pour orchestre
- Musique de scène pour Hamlet (Nantes, 21 septembre 1867)
- Symphonie romantique (Paris, 9 mars 1873)
- Concerto pour violon (Paris, 12 décembre 1869)
- La Mer, ode symphonique (1881)
- La Toussaint, poème symphonique (1900)